# تپه تله اسکی
تپه تله اسکی مربوط به دوره تیموریان - دوره صفوی است و در شهرستان کرج، بخش مرکزی، روستای خور واقع شده و این اثر در تاریخ ۱۰ دی ۱۳۸۱ با شمارهٔ ثبت ۶۵۶۸ به‌عنوان یکی از آثار ملی ایران به ثبت رسیده است.